# Полонений король
«Полонений король» (англ. The Captive King) — начерк англійського художника Джозефа Райта, зроблений в 1772 або 1773 році. Вважається, що ескіз слугував підготовкою до написання нині втраченої картини, що зображує французького хрестоносця Гі де Лузіньяна (Guy de Lusignan) у в'язниці.

## Опис
Ескіз, що зображував французького дворянина Гі де Лузіньяна в полоні Саладіна, зрештою, отримав назву «Полонений король». Тема роботи була присвячена одній із битв доби хрестових походів між Лузіньяном та Саладіном 4 липня 1187 року, після поразки у якій французький хрестоносець був взятий у полон. Подейкують, що під час цієї битви були втрачені реліквії від справжнього хреста розп'яття Христового. Гі де Лузіньян, який був вихідцем із французького Пуатьє, став королем Єрусалиму за допомогою одруження на Сибілі, доньці Амальріка I. Зрештою, Лузіньян був звільнений Саладіном і продовжив в подальшому правити Кіпром. Ескіз Джозефа Райта містить анотацію його друга Пітера Переза Бардетта. Це пов'язано передусім з тим, що Райт брав у Бердетта уроки по перспективі і часто радився з ним з приводу вибудовування своїх картин.

## Історія
Ескіз був одним із щонайменше трьох начерків, створених Райтом перед написанням двох однакових картин про ув'язнених хрестоносців. Ці роботи були відправлені Пітеру Перезу Бардетту в Ліверпуль для отримання його коментаря взимку 1772—1773 років перед тим, як Райт зробив меншу з картин, яка була виставлена в Товаристві художників у 1773 році з версією «Кузні». Райт сподівався продати цю версію «Полоненого короля» маркграфу Карлу-Фрідріху Баденському у 1774 році. У кінцевому підсумку, Фрідріх найняв Бардетта, коли він переїхав до Німеччини, аби уникнути боргів — в тому числі грошей, які він повинен був віддати Райту. Велика версія картини розміром 40 × 50 дюймів пізніше знаходилася у володінні зятя Райта і у 1810 році. Наразі існує жодних відомостей про неї після книги Бенедикта Ніколсона про роботи Райта. У 1774 і 1778 роках Джозефом Райтом були написані картини на тему аналогічного сюжету людини у в'язниці, але пізні картини належать до виписки з сучасного роману. Остання з них, «Ув'язнений», була виставлена у 1778 році.